# 원산수산대학
원산수산대학(元山水産大學)은 강원도 원산시에 위치한 조선민주주의인민공화국의 대학이다. 수산부문의 기술자들을 종합적으로 양성하기 위해 1959년 설립되었다.
대학 산하에는 수산학부, 어로학부, 수산물가공학부, 양어양식학부, 기계공학부 등 학부와 일하면서 배우는 통신체계, 수산부문의 기술자재교육체계와 수산부문 대학, 전문학교 교원강습소가 설치되어 있다. 또한 고등수산전문부가 병설되어 있다. 이밖에 학과별 연구소들, 실험실들과 실습공장이 배치되어 있다.
대학은 김일성 주석의 ‘표창장’(1967년)을, 조선노동당 중앙위원회와 북한의 공동축하문(1979년)을, 조선노동당 중앙위원회 축하문(1989년, 1999년)을 받았다.